# フアニート・ロドリゲス
フアニート（Juanito）ことフアン・フランシスコ・ロドリゲス・エレーラ（Juan Francisco Rodríguez Herrera、1965年5月10日- ）は、スペイン・カナリア諸島州サンタ・クルス・デ・テネリフェ出身の元サッカー選手、元サッカー指導者。現役時代のポジションはDF。元スペイン代表。

## 経歴

### クラブ
1984-85シーズン、セグンダ・ディビシオンに所属していたUDラス・パルマスでプロ初出場。プロ1シーズン目からリーグ戦30試合に出場し、クラブはセグンダ優勝によってプリメーラ・ディビシオンへと昇格した。ラス・パルマスでのプリメーラ2シーズンと1987年に加入したレアル・サラゴサでのプリメーラ3シーズンで5シーズンを合計して165試合に出場し、1990年にはアトレティコ・マドリードに移籍した。アトレティコ・マドリードでは、カンテラ出身のロベルト・ソロサバルやフアンマ・ロペスと共に1990-91シーズンからのコパ・デル・レイ2連覇に貢献。4シーズンの在籍で公式戦142試合に出場した。
1994年にアトレティコ・マドリードを退団すると、2シーズンをセビージャFC、4シーズンをCFエストレマドゥーラで過ごして2000年に現役から引退した。

### 代表
1989年11月15日、1990 FIFAワールドカップ・予選のハンガリー代表戦にてサッカースペイン代表初キャップを記録した。しかし、1990 FIFAワールドカップの本大会に臨むスペイン代表には選出されず、1991年を最後にその後は代表から遠ざかった。

## 指導者経歴
現役引退後の2001年、現役最後のクラブであるCFエストレマドゥーラにてフロントスタッフとして働き始め、2005年には古巣UDラス・パルマスでスポーツディレクター職に就いた。2005-06シーズンのラスト10節から2007-08シーズンのリーグ開幕10試合までは同クラブの指揮官としてチームを率いた。監督を辞任した後はラス・パルマスのスカウト責任者を務めている。

## 指導成績
| クラブ           | シーズン | ディヴィジョン | 成績 | 成績 | 成績 | 成績 |
| クラブ           | シーズン | ディヴィジョン | 試   | 勝   | 分   | 負   |
| ---------------- | -------- | -------------- | ---- | ---- | ---- | ---- |
| UDラス・パルマス | 2005-06  | セグンダB      | 10   | 6    | 2    | 2    |
| UDラス・パルマス | 2006-07  | セグンダ       | 36   | 12   | 11   | 13   |
| UDラス・パルマス | 2007-08  | セグンダB      | 10   | 1    | 2    | 7    |

## タイトル
UDラス・パルマス
- セグンダ・ディビシオン : 1回 (1984-85)

アトレティコ・マドリード
- コパ・デル・レイ : 2回 (1990-91, 1991-92)